# Outlaws (videogioco 1997)
Outlaws (lett. "fuorilegge" in inglese) è un videogioco del tipo sparatutto in prima persona a tema western sviluppato e pubblicato dalla LucasArts nel 1997 per Windows.

## Trama
Bob Graham, un ricco proprietario terriero, decide di espandere su tutti i territori limitrofi il suo potere, inviando i suoi scagnozzi a convincere i proprietari terrieri dei dintorni a lasciare le terre o a cederle a basso costo; a quel punto, Graham li venderà a caro prezzo ad una compagnia ferroviaria che sta costruendo una nuova linea.
Il protagonista James Anderson, un ex sceriffo ritirato, possiede una piccola fattoria che finisce nel mirino di Graham; a causa dell'eccessivo "zelo" da parte di uno dei suoi scagnozzi, mentre l'uomo è in paese per far compere, la moglie Anna viene uccisa e la figlia piccola Sarah rapita. Anderson riprende in mano le armi per ritrovarla, inseguendo nei livelli i vari nemici (diversi fuorilegge, un veterano della Guerra di Secessione, un medico psicopatico col gusto delle citazioni letterarie, un capo indiano rinnegato, una vecchia ex prostituta) al soldo di Graham, fino ad arrivare a scontrarsi con quest'ultimo in persona; durante i filmati che mostrano la trama, l'ex sceriffo ha un incubo ricorrente in cui rivive la morte del padre (anche lui sceriffo) per mano di un criminale mai identificato, avvenuta quando era bambino; alla fine, Anderson riconosce quell'uomo in Graham, che verrà ucciso da Sarah con la pistola del padre (che non era riuscito a sparare a Graham anni prima per salvare suo padre).
Nelle missioni aggiuntive, lo sceriffo Anderson (prima di ritirarsi) cerca e cattura una serie di ricercati in scenari differenti; proseguendo, il punteggio aumenta e il giocatore avanza di grado (Vice-Sceriffo, Sceriffo, Marshall); i ricercati sono 5 degli scagnozzi di Graham, e un paio di livelli sono riciclati dalla storia principale.

## Modalità di gioco
Il gioco si sviluppa su una serie di livelli lineari in cui compaiono piccoli enigmi (un chiaro esempio è il penultimo livello, ambientato in un antico pueblo indiano). Il gioco inoltre fu il primo ad introdurre le armi ricaricabili, rispetto ad altri titoli dell'epoca.
Inoltre, è possibile giocare alle "missioni storiche", una serie di livelli ognuno incentrato su particolari obiettivi e non collegato ad altre missioni, sbloccabili dopo aver completato il gioco, quest'ultimi però erano disponibili solo dopo aver aggiornato il gioco alla versione 2.0 con una apposita patch, che risolveva anche alcuni bugs ed aggiungeva nuove mappe dedicate al multiplayer.

## Livelli
1. nascondiglio di Slim: una tenuta isolata piena di fuorilegge; il boss è Sam Fulton detto Slim, uno dei due uomini che vanno alla fattoria Anderson all'inizio del gioco
2. Sanctuary: classica cittadina del West, completa di edifici come stalla per cavalli, saloon, ufficio dello sceriffo, banca e impresa di pompe funebri; il boss è Spittin' Jack Sanchez, un desperado messicano
3. treno: una serie di vagoni chiusi (più due scoperti) pieni di nemici; il boss è BloodEye Tim, veterano della Guerra di Secessione congedato con disonore
4. letto del fiume: una serie di canyon e corsi d'acqua, alcuni sotterranei; il boss è Dick Farmer detto Rattlesnake (Serpente a Sonagli), un tempo sceriffo corrotto
5. segheria: un edificio labirintico con porte chiuse, passaggi, canali artificiali ed altro; il boss è Henry George Bowers, che odia tutti gli uomini di legge perché li ritiene responsabili della morte di suo fratello
6. fortino: una piccola fortezza isolata con livello sotterraneo dotato di prigioni; il boss è Chubby Russel Simms, ex contadino, cercatore d'oro, poi truffatore ed assassino; il boss intermedio è buckshot Bill Morgan, un nero figlio di ex schiavi fuggiti, arruolatosi in guerra e ferito da una granata; la sua vista è molto ridotta quindi usa un fucile a canne mozze
7. miniera di ferro: complesso sotterraneo con macchinari, tunnel e pericoli come il metallo fuso e la dinamite; il boss finale è Matt Jackson, detto Dr. Death (dottor Morte), ex dentista con la passione per le citazioin classiche e bibliche, un autentico sociopatico; è lui, presumibilmente, ad uccidere la moglie del protagonista; il boss intermedio è la sua spasimante, Mary Nash detta Bloody Mary, ex prostituta, ex ballerina, ex matrona di bordello, poi fuorilegge
8. colline: complesso montuoso in cui è scavato un pueblo e vi scorre un fiume impetuoso; il boss finale è il capo Due Piume, un tempo leader di una tribù ribelle che ha perso i figli nelle guerre con i bianchi, e si è dato alle rapine per comprare armi ed alcool per i suoi guerrieri; il boss intermedio è Dick Clifton detto dinamite Dick per la sua attitudine ad usare esplosivi
9. ranch di Bob Graham: grande tenuta chiusa, controllata da guardiani ovunque; si compone di una stalla, un magazzino e una grande casa; il boss è Bob Graham, ex pistolero e giocatore d'azzardo, riciclatosi affarista senza scrupoli

## Armi
- Pugni: servono per colpire senza uccidere e in silenzio, meglio se alle spalle; non si possono perdere.
- Pistola: revolver cal.45 a 6 colpi, per un massimo di 100 in riserva; l'arma è presente sin dall'inizio, se il livello viene riavviato sarà ancora presente.
- Fucile: carabina cal.44, ottima per i tiri a distanza, migliorabile se si trova il mirino di precisione; incamera 16 colpi, con una riserva di 100; l'arma è presente sin dall'inizio, se il livello viene riavviato sarà ancora presente, ma non ci sarà il mirino.
- Fucile da caccia: fucile ad una sola canna cal.10, dalla portata ridotta, con 1 colpo in canna e una riserva di 50.
- Doppietta: fucile cal.10 simile al precedente, dalla portata ridotta, con 2 colpi in canna e una riserva di 50.
- Doppietta a canne mozze: come la precedente, ma con raggio ridotto e diffusione ampliata.
- Coltello: arma silenziosa utilizzabile nel corpo a corpo o lanciabile; nel primo caso non uccide.
- Dinamite: candelotti molto potenti, pericolosi anche per il giocatore; possono essere accesi e lanciati, o lanciati ed esplosi con un colpo di fucile, o tramite altri candelotti.
- Mitragliatrice gatling: mitragliatrice a canne rotanti; non si ricarica e non si sposta; quando in uso, il giocatore non può muoversi.

## Doppiaggio
| Personaggio               | Voce originale          | Voce italiana         |
| ------------------------- | ----------------------- | --------------------- |
| James Anderson            | Jeff Osterhage          |                       |
| Bob Graham                | Richard Moll            | Massimo Antonio Rossi |
| "Slim" Sam Fulton         | Cam Clarke              |                       |
| "Spit'n" Jack Sanchez     | Jack Angel              | Riccardo Rovatti      |
| "Bloodeye" Tim            | William Morgan Sheppard |                       |
| "Rattlesnake" Dick Farmer | Glenn Quinn             |                       |
| "Henry" George Bowers     | Jack Angel              |                       |
| "Buckshot" Bill Morgan    | Beau Billingslea        |                       |
| "Chubby" Russell Simms    | Michael C. Gwynne       |                       |
| "Bloody" Mary Nash        | Dorothy Blass           | Giuliana Nanni        |
| Matt "Mr. Death" Jackson  | John de Lancie          | Umberto Bortolani     |
| "Dynamite" Dick Clifton   | Robert Pike Daniel      |                       |
| Due Piume                 | Peter Renaday           | Pierluigi Zollo       |
| Anna Anderson             | Rachel Reenstra         | Simona Biasetti       |
| Testo Sarah Anderson      | Kath Soucie             |                       |
| James da bambino          | Kath Soucie             | Renata Bertolas       |

## Critica
Outlaws è stata uno degli ultimi giochi della LucasArts ad utilizzare un motore grafico non completamente tridimensionale, in questo caso una versione modificata del Jedi Engine, già visto in Dark Forces, pur ottenendo un buon successo di critica.